# General José Eduvigis Díaz
General José Eduvigis Díaz é um distrito do Paraguai, Departamento Ñeembucú. Possui uma população de 4.037 habitantes e uma área de 291 km². Sua economia é baseada na agropecuária, turismo e pesca.

## Transporte
O município de General José Eduvigis Díaz é servido pelas seguintes rodovias:
- Caminho em terra ligando a cidade ao município de Paso de Patria
- Caminho em terra ligando a cidade ao município de Humaitá
- Caminho em terra ligando a cidade ao município de Mayor José Martinez
- Caminho em pavimento ligando a cidade ao município de Isla Umbú [1][2][3]